# Elemér (település)
Elemér (1899-ig Német-Elemér és Szerb-Elemér, szerbül Елемир / Elemir, németül Elemer) falu Szerbiában, a Vajdaságban, a Közép-bánsági körzetben. Korábban két község, Alsó- (vagy Német-) és Felső- (vagy Szerb-) Elemér volt.

## Fekvése
Nagybecskerektől 10 km-re északnyugatra fekszik, közigazgatásilag hozzá tartozik.

## Története
Első lakói Bácskából idemenekült szerbek voltak, akik a török kincstári földön, az el-emírjén telepedtek le, innen a falu Elemirje neve.
1796-ban németek telepedtek le, akik a szerbekkel nem fértek össze, és kettéválasztották a községet Felső- és Alsóelemérre. Egykori birtokosa Kiss Ernő honvéd tábornok aradi vértanú, akinek testét az általa 1846-ban építtetett templom kriptájában helyezték el, amit többször kifosztottak.
A Kiss-család kastélyát 1936-ban bontották le.
1910-ben Alsóelemérnek 1011, többségben német lakosa volt, jelentős magyar kisebbséggel. Felsőelemérnek 3440 lakosából 3075 szerb, 195 német és 121 magyar volt. A trianoni békeszerződésig Torontál vármegye Nagybecskereki járásához tartozott. 2002-ben 4690 lakosából 4158 szerb, 93 magyar volt.
Elemér ma egyike azoknak a helységeknek, amelyeket az úgynevezett petróleum korszak jövedelme és a mezőgazdaság tart életben. Itt futnak össze a szerbiai kőolajvállalat vezetékei, és innen továbbítódik a pancsovai illetve az újvidéki finomítókhoz a bácskai és bánsági lelőhelyeken kibányászott "fekete arany", azaz kőolaj. A mai fogyasztási arányok mellett az itt nyert kőolaj még a hazai szükségleteket sem elégíti ki, ám a lelőhelyek - Szerbia egyedüli kőolajforrásaként - továbbra is jelentősek.

## Népesség

### Demográfiai változások
| 1948 | 1953 | 1961 | 1971 | 1981 | 1991 | 2002 | 2011           |
| ---- | ---- | ---- | ---- | ---- | ---- | ---- | -------------- |
| 4656 | 4757 | 4886 | 5001 | 4998 | 4724 | 4690 | 4690 fő (2002) |

## Híres emberek
- A katolikus templom családi kriptájában helyezték nyugalomra Kiss Ernő honvéd altábornagy, aradi vértanú hamvait.
- Itt hunyt el 1862. január 17-én báró Piret de Bihain Lajos altábornagy, császári és királyi kamarás
- Itt hunyt el 1879. július 18-án Balás Frigyes, író.
- Itt született 1921. szeptember 1-jén Pásztor László, az Amerikai Magyarok Országos Szövetsége alapítója.

## Galéria

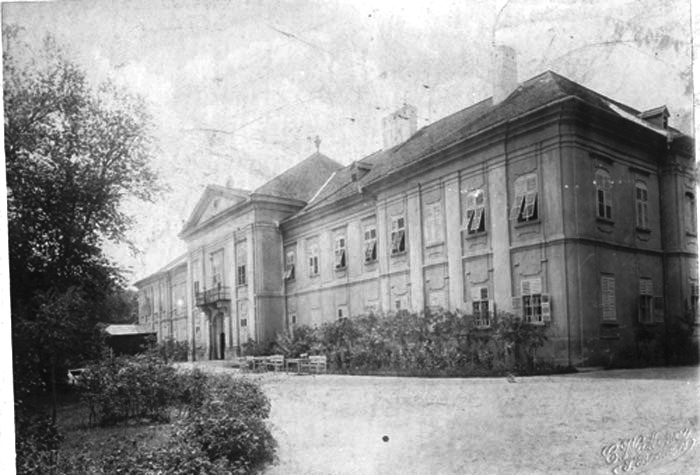
A Kiss-kastély
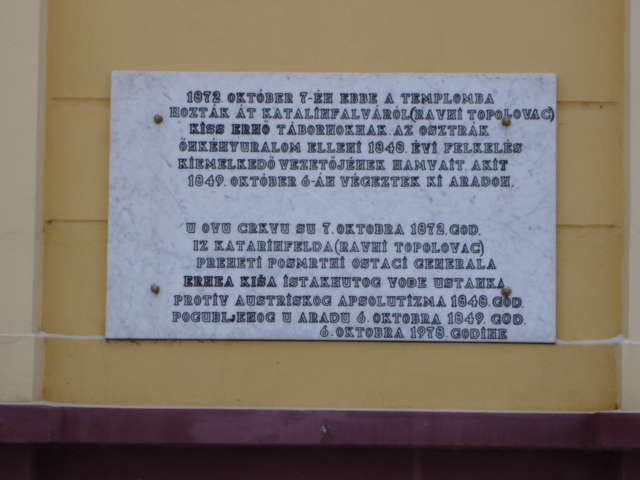
Tábla a katolikus templom falán, ahol Kiss Ernő hamvai nyugszanak
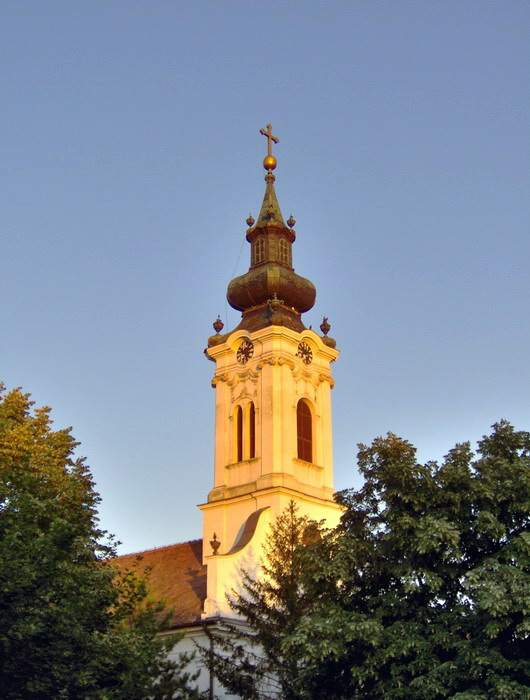
A görögkeleti templom
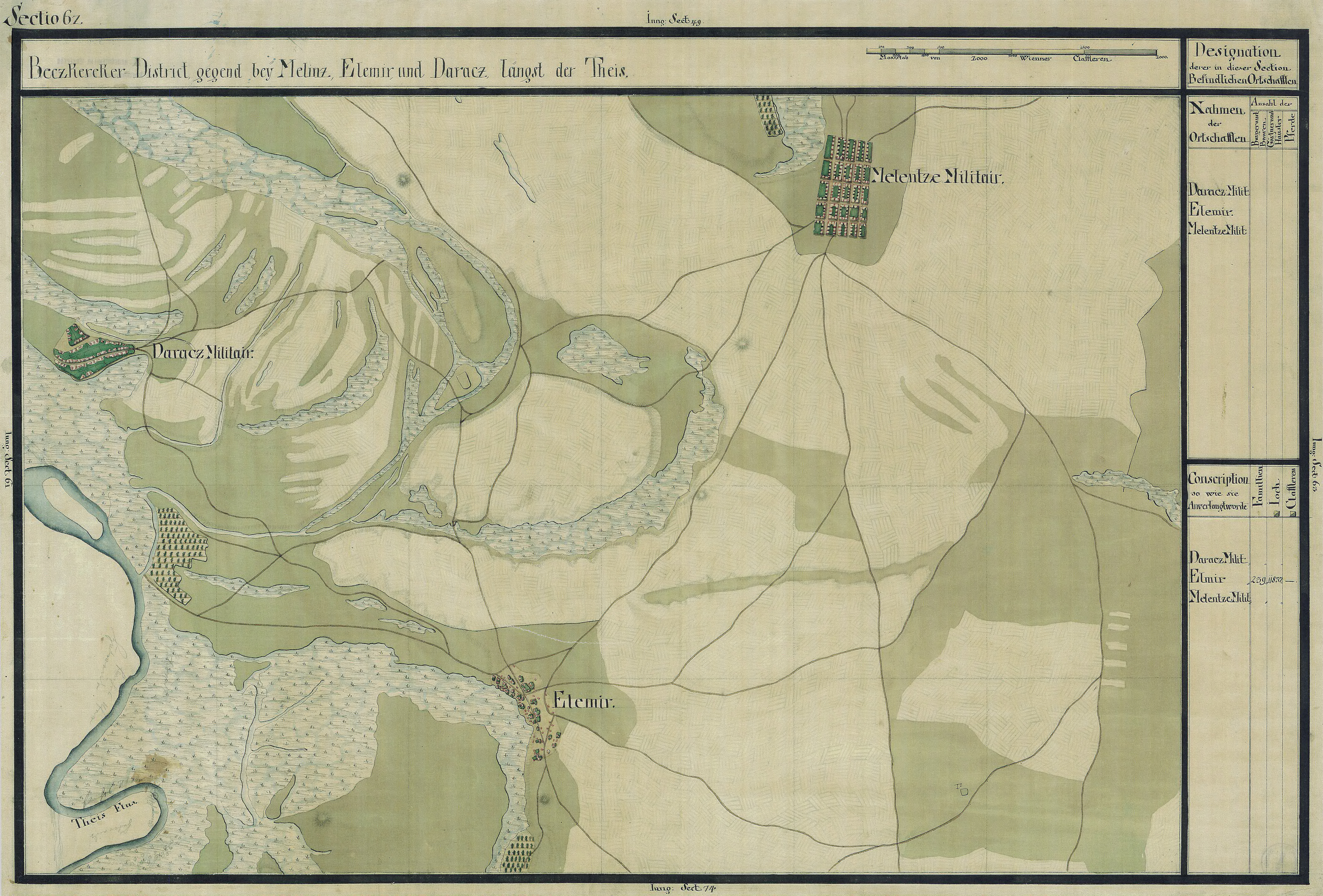
Elemér környéke 1769-72 között